# Зелене (Луцький район)
Зеле́не — село в Україні, у Берестечківській громаді Луцького району Волинської області. Населення становить 480 осіб.
Неподалік від села розташована ботанічна пам'ятка природи «Ділянка лісу».

## Історія
У 1906 році село Берестецької волості Дубенського повіту Волинської губернії. Відстань від повітового міста 60 верст, від волості 5. Дворів 72, мешканців 416.
12 червня 2020 року, відповідно до розпорядження Кабінету Міністрів України № 708-р «Про визначення адміністративних центрів та затвердження територій територіальних громад Волинської області», село увійшло у склад Берестечківської міської громади.
19 липня 2020 року, в результаті адміністративно-територіальної реформи та ліквідації Горохівського району, село увійшло до складу новоутвореного Луцького району.

## Населення
Згідно з переписом УРСР 1989 року чисельність наявного населення села становила 515 осіб, з яких 244 чоловіки та 271 жінка.
За переписом населення України 2001 року в селі мешкало 480 осіб.

### Мова
Розподіл населення за рідною мовою за даними перепису 2001 року:
| Мова       | Відсоток |
| ---------- | -------- |
| українська | 99,38 %  |
| російська  | 0,63 %   |